# Sainte-Flaive-des-Loups
Sainte-Flaive-des-Loups – miejscowość i gmina we Francji, w regionie Kraj Loary, w departamencie Wandea.
Według danych na rok 1990 gminę zamieszkiwało 1 556 osób, a gęstość zaludnienia wynosiła 43 osób/km² (wśród 1504 gmin Kraju Loary Sainte-Flaive-des-Loups plasuje się na 393. miejscu pod względem liczby ludności, natomiast pod względem powierzchni na miejscu 180.).